# Automatic (Dweezil Zappa)
Automatic è il quarto album di Dweezil Zappa, uscito nel 2000 per la Favored Nations.

È prodotto e arrangiato da Dweezil Zappa, missato da Bob Clearmountain, e il mastering è di Steve Hall. Contiene due tracce dall'opera lirica Carmen di Georges Bizet, Atto I, No.5: Habanera: L'amour est un oiseau (Habanera) e Atto II, No.14: Toreador song: Votre toast, je peux vous le rendre (Les Toreadors).

## Tracce
1. Fwakstension – 4:13
2. Automatic – 3:59
3. Hawaii Five-O – 1:52
4. You're a Mean One Mister Grinch – 3:12
5. Therapy – 2:59
6. 12 String Thing – 2:46
7. Secret Hedges – 2:12
8. Habanera – 1:54
9. Les Toreadors – 2:35
10. Shnook – 2:55
11. Dick Cinnamon's Office – 0:55
12. Purple Guitar – 9:18

## Musicisti
- Dweezil Zappa - voce, chitarra, basso, piano
- Blues Saraceno - chitarra
- Mike Keneally - chitarra, cori
- Lisa Loeb - voce
- Ahmet Zappa - voce
- Bryan Beller - basso
- Christopher Maloney - basso
- Scott Thunes - basso
- Morgan Ågren - batteria, percussioni
- Joe Travers - batteria, percussioni
- Terry Bozzio - batteria
- Jason Freese - performer